# Allegany County (Maryland)
 For alternative betydninger, se Allegany County. (Se også artikler, som begynder med Allegany County)
Allegany County er et county i den nordvestlige del af delstaten Maryland i USA med en befolkning i 2000 på 74.930. Hovedbyen er Cumberland. Navnet Allegany kommer fra et lokalt oprindeligt amerikansk ord, oolikhanna, som betyder "smukt vandløb." Et antal counties i bjergområdet Appalacherne i USA kaldes Allegany, Allegheny eller Alleghany.

## Historie
Den vestlige del af Maryland (heriblandt det nuværende Allegany County) samledes i Prince George's County i 1696. Ved gentagne opsplitninger af dette, dannedes nye: Frederick i 1748 og Montgomery og Washington fra Frederick County i 1776.
Allegany County dannedes i 1789 ved opdeling af Washington County. På det tidspunkt var det Marylands vestligste county, men en senere opdeling i 1872 dannede Garrett County, som nu er det vestligste.

## Styre
Allegany County fik hjemmestyre i 1974.

## Geografi
Ifølge den officielle opgørelse har Allegany County et samlet areal på 1.113 km², hvoraf 11 km² (1,02%) er vand.

### Tilgrænsende counties
- Somerset County, Pennsylvania (nord)
- Bedford County, Pennsylvania (nord)
- Fulton County, Pennsylvania (nord)
- Washington County (øst)
- Morgan County, West Virginia (syd)
- Hampshire County, West Virginia (syd)
- Mineral County, West Virginia (syd)
- Garrett County (vest)

### Bjerge
I Allegany County ligger følgende bjerge:
- Breakneck Hill (1,872 ft.)
- Collier Mountain (1,460 ft.)
- Dans Mountain (2,898 ft.)
- Evitts Mountain (1,959-2,260 ft.)
- Martin Mountain (1,974 ft.)
- Nicholas Mountain (1,760 ft.)
- Polish Mountain (1,783 ft.)
- Ragged Mountain (1,740 ft.)
- Town Hill (2,039 ft.)
- Warrior Mountain (2,185 ft.)
- Wills Mountain (1,960+ ft.)
- Haystack Mountain (1,240+ ft.)
- Irons Mountain
- Piney Mountain

## Byer
Byer i Allegany County med selvstændigt bystyre er
- 1. Cumberland (bystyre fra 1815)
  2. Frostburg (bystyre fra 1839)
  3. Barton (bystyre fra 1900)
  4. Lonaconing (bystyre fra 1890)
  5. Luke (bystyre fra 1922)
  6. Midland (bystyre fra 1900)
  7. Westernport (bystyre fra 1858)